# Repülni könnyebb
Repülni könnyebb (Voglia di volare) egy 1984-ben készült olasz-francia tévésorozat négy részben, melyet Pier Giuseppe Murgia rendezett.  A főszerepben Gianni Morandi és Claude Jade látható. A magyar televíziós premier 1997-ben volt. 

## Cselekmény
Az olasz pilóta Davide a német idegenvezető Barbara felesége. Davide táviratot kap Barbarától. A felesége tájékoztatja, hogy beadta a válókeresetet. Amikor a házaspár elválik, lányuk, Adreina ideiglenesen az apjához költözik. Szabotálja az új kapcsolatait, és hamarosan Barbara is felkeresi Davide-ot, mert aggódik. 

## Szereplők
- Davide - Gianni Morandi (Józsa Imre)
- Barbara - Claude Jade (Fehér Anna)
- Adreina - Linda Celani (Zsigmond Tamara)
- Valeria - Daniela Poggi
- Davide apja - Jacques Dufilho
- Davide anyja - Anna Campori